# Lithophagidae
Морські фініки (лат. Lithophagidae) — рід скельних точильників (двостулкових молюсків) з родини мідієвих. Раковина довжиною від 3 до 7 см, циліндричної форми, коричневого кольору.
За допомогою спеціального кислого секрету мантійної залози проточують ходи у вапняку і закріплюються в них за допомогою бісуса, виставляючи назовні сифони. Зустрічаються в Середземному і Червоному морях і біля берегів Західної Африки, в коралових рифах. Вживаються в їжу.